# Rake (West Sussex)

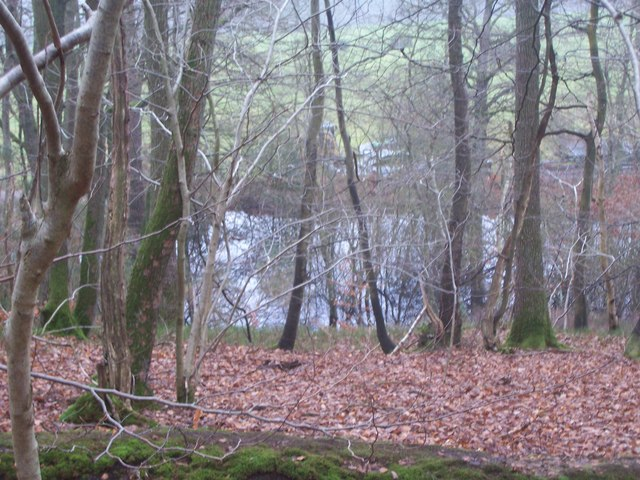
Rake

Rake – wieś w Anglii, w hrabstwie West Sussex, w dystrykcie Chichester. Leży 23 km na północ od miasta Chichester i 74 km na południowy zachód od Londynu.